# گوسلتوو
گوسلتوو (به لاتین: Guseletovo) یک منطقهٔ مسکونی در روسیه است که در سرزمین آلتای واقع شده‌است.